# Sneak King
Sneak King est un jeu vidéo d'infiltration développé par Blitz Games et édité par King Games, sorti en 2006 sur Xbox et Xbox 360.
Il s'agit d'un jeu publicitaire vendu à prix réduit, produit par Burger King et mettant en scène leur mascotte, « The Burger King ».
La gamme King Games a compté trois jeux : Sneak King, PocketBike Racer et Big Bumpin'.

## Accueil
- GameSpot : 5,8/10[1]